# (5755) 1992 OP7
Az (5755) 1992 OP7 a Naprendszer kisbolygóövében található aszteroida. Debehogne és Lopez fedezte fel 1992. július 20-án.